# Cambio de clase
Cambio de clase (trad. Cambio di classe) è una serie televisiva spagnola adattata dall'italiana Quelli dell'intervallo. Oltre che sulla versione spagnola di Disney Channel, va in onda nei week-end su TVE 1.

## Personaggi
- Max (Sergio Martín)
- Bertini (Luisber Santiago)
- Valentina (Andrea Guasch)
- Newton
- Mafalda (Nadia de Santiago)
- Rocky (solo stagione 1)
- Laura
- Piñata
- Nico (Juan Lippi, solo stagione 1)
- Luna
- Espi (solo stagione 1)
- Nacho (Ismael García Sarmiento, dalla stagione 2)